# Cessaniti
Cessaniti ist eine süditalienische Gemeinde (comune) mit 2928 Einwohnern (Stand 31. Dezember 2023) in der Provinz Vibo Valentia in Kalabrien. Die Gemeinde liegt etwa 6 Kilometer westsüdwestlich von Vibo Valentia.

## Geschichte
Die Gemeinde war von den Erdbeben 1638 und 1894 erheblich betroffen.
Der frühere Bahnanschluss der Gemeinde – ein Haltepunkt gemeinsam mit der Nachbargemeinde Jonadi – an der Schmalspur-Bahnstrecke Vibo Valentia-Mileto (950 mm) wurde 1966 stillgelegt.